# Big Boar Competition
Das Scharfschützengewehr Big Boar Competition Rifle wurde von der US-amerikanischen Firma L.A.R. entwickelt und von ihr gebaut. Damit reagierte L.A.R. auf die immer weiter steigende Nachfrage nach weit-schießenden Scharfschützengewehren mit hoher Präzision und Durchschlagskraft.

## Technische Besonderheiten
Die Waffe, die mit ihrer immensen Länge und ihrem großen Gewicht für Scharfschützeneinsätze in schwierigem Gelände weniger geeignet ist, zeichnet sich durch eine so große effektive Schussweite aus, dass sowohl das Militär als auch der zivile Markt schnell Gefallen daran fanden. Insbesondere der Golfkrieg Anfang der 1990er Jahre hatte in den Reihen der US-Armee die Nachfrage nach Waffen dieser Art gesteigert.
Da die Waffe beim Abfeuern der großkalibrigen Munition einen immensen Rückstoß entwickelt, beschwerte man die Waffe noch zusätzlich ein wenig, damit das große Gewicht, zusammen mit einer am Lauf zu montierenden Rückstoßbremse, den Rückstoß abfängt und der Schütze nicht verletzt wird.
Mittlerweile haben sich private Wettkämpfe mit solchen Waffen auf dem gesamten amerikanischen Kontinent durchgesetzt. Unter dem Namen „Long Range“-Wettkämpfe wird hierbei häufig auch mit der Big Boar Competition Rifle geschossen.